# WANTED!月曜日RHYMESTER
WANTED!は、TOKYO FMをキー局にJFN系列で2005年4月4日から2007年3月29日まで放送されていたラジオ番組である。RHYMESTERは月曜日を担当していた。

## 概要
- 2005年9月26日までパーソナリティーだった李闘士男と大網亜矢乃に変わって2005年10月3日より担当。

以前放送されていた月曜10時MOTHER MUSIC RECORDSの後番組としてスタートした。
- 2009年10月12日にRHYMESTERの新譜発売にあわせて一夜限りの復活生放送を行う。
- 2010年2月1日にも『マニフェスト』リリース記念スペシャル放送を行う。
- 2010年11月8日にも『Walk This Way』リリース記念スペシャル放送を行う。

## パーソナリティ
- RHYMESTER
  - 宇多丸
  - Mummy-D
  - DJ JIN
- まーたん（番組放送作家の結城雅美）

## 放送時間
- 毎週月曜 深夜 27:00-29:00

## コーナー
- オープニングの小芝居

まーたんのネタ切れの為リスナーから募集したものの、応募が少なく採用は数回。
- 音楽はすばらしい（通称：おんすば）

第4回より開始。
RHYMESTERを知らない、単なる面白い3人組だと思っているリスナーが少なからずいることを受けて、本業の音楽家として音楽の素晴らしさを世の中に普及していこうというコーナー。
RHYMESTERの3人が週替りで音楽史に残るアーティストや、音楽の楽しみ方、ハマっている音楽などを紹介していく。
- 真夜中のお国自慢~SHALL WE ご当地対決？~

地域限定のお菓子、名物を募集し、RHYMESTERの3人が「ネーミングセンス」「味」「衝撃度」の観点で好き勝手に評価をつけていくコーナー。
募集が少ないため数回で打ち切り。
- - 紹介されたもの
    - 北海道:「ポテトチップチョコレート」（ROYCE'） vs 大阪:「たこ焼きもなか」（なにわ名物 いちびり庵）
    - 北海道:「函館 塩ラーメンキャラメル」（不二屋本店） vs 北海道:「ジンギスカンキャラメル」（札幌グルメフーズ）
- DJ JinのMIX TIME

DJのゲストが来た時はゲストが担当
- スタジオ生ライブ

## ゲスト
- DJ SOMECHI
- 三浦大知
- GAGLE
- 童子-T
- トリカブト
- KOHEI JAPAN
- 嶋野百恵
- Scoobie Do
- ZEEBRA
- HOME MADE 家族
- Romancrew
- DJ KEN-BO
- DJ URATA
- DJ CELORY
- Miss Monday
- YA-KYIM
- DJ MASTERKEY
- UZI
- DJ KAORI
- 瘋癲
- Full Of Harmony
- F.U.T.O
- ダースレイダー・KEN THE 390・TARO SOUL
- K DUB SHINE
- DEV LARGE
- DABO
- アルファ